# Определение содержания алкоголя в крови

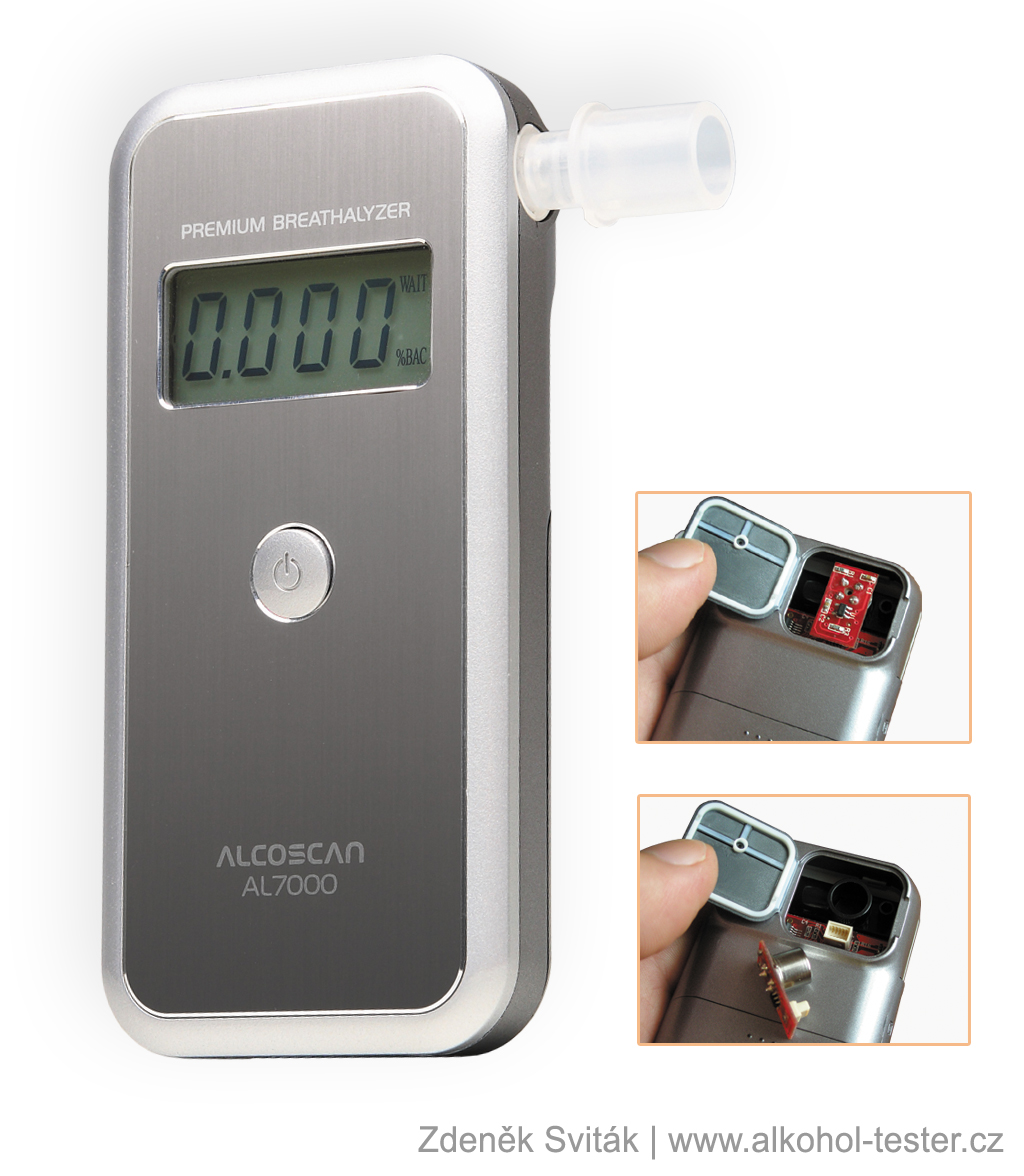
Алкотестер

Определение содержания алкоголя в крови — одно из наиболее частых исследований в судебной медицине. 
Химическое исследование концентраций алкоголя проводится не только у живых лиц, но и в трупной крови. При этом используются  различные методы исследования. Наиболее распространены: метод Видмарка, основанный на окислении этанола с использованием особой колбы Видмарка, ферментный метод, а также метод газовой хроматографии.
Зная концентрацию этанола в крови в определённый момент времени, можно рассчитать концентрацию алкоголя в любой момент времени и количество определённого алкогольного напитка, необходимое для достижения данной концентрации. Кроме того, можно рассчитать необходимое время до полного выведения алкоголя из организма, то есть временной интервал до момента наступления «трезвости», что важно, например, при управлении транспортными средствами и работе с механизмами.

## Количество алкоголя в крови и поведение человека
| Эффекты различного уровня алкоголя в крови | Эффекты различного уровня алкоголя в крови                                                                   | Эффекты различного уровня алкоголя в крови |
| Уровень алкоголя в крови (содержание, ‰)   | Поведение | Нарушения |
| ------------------------------------------ | --- | --- |
| 0.2-0.29                                   | - В среднем поведение нормальное                                                                             | - Скрытые проявления, которые могут быть обнаружены специальными тестами |
| 0.30-0.59                                  | - Средневыраженная эйфория - Расслабление - Ощущение радости - Говорливость - Понижение сдержанности         | - Концентрация |
| 0.6-0.9                                    | - Притупление ощущения - Расторможенность - Экстравертность                                                  | - Рассуждение - Глубина восприятия - Периферическое зрение - Приспособление зрачка к свету |
| 1.0-1.9                                    | - Сверх-экспрессивность - Переменчивость эмоций - Гнев или печаль - Неистовость - Снижение либидо            | - Рефлексы - Время реакции - Основные моторные навыки - Способность к контролю движения (появляется шатающаяся походка) - Нечленораздельная речь - Эрекция (у мужчин, временно) - Вероятность временного алкогольного отравления |
| 2.0-2.9                                    | - Ступор - Потеря способности к пониманию - Ослабление способностей к ощущению - Вероятность потери сознания | - Тяжелое нарушение моторики - Потеря сознания - Потеря памяти |
| 3.0-3.9                                    | - Сильное угнетение функций центральной нервной системы - Потеря сознания - Вероятность смерти               | - Контроль над мочеиспусканием - Дыхание - Чувство равновесия (полная утрата) - Сердцебиение |
| 4.0-5.0                                    | - Полная утрата контроля за поведением - Потеря сознания - Вероятность смерти                                | - Дыхание - Сердцебиение - Контроль над движением зрачков (Нистагм) |
| >5.0                                       | - Высокий риск отравления - Высокий риск смерти                                                              | |

В нижеследующих таблицах в качестве меры употребления алкоголя используются так называемые «дринки». Каждый «дринк» это одна порция «чистого алкоголя» (15 — 18 мл по разным стандартам). Система «дринков» удобна тем, что она может быть привязана к потреблению любого алкогольного продукта (см. нижеследующую таблицу).
| Стандартная диаграмма содержания алкоголя (США) | Стандартная диаграмма содержания алкоголя (США) | Стандартная диаграмма содержания алкоголя (США) | Стандартная диаграмма содержания алкоголя (США) | Стандартная диаграмма содержания алкоголя (США) | Стандартная диаграмма содержания алкоголя (США) |
| Алкоголь                                        | Количество (мл)                                 | Типовой объем                                   | Алкоголь (% процентное содержание)              | Чистый алкоголь                                 |                                                 |
| ----------------------------------------------- | ----------------------------------------------- | ----------------------------------------------- | ----------------------------------------------- | ----------------------------------------------- | ----------------------------------------------- |
| 40 % алкоголь                                   | 44                                              | Рюмка                                           | 40                                              | 17,6 мл                                         |                                                 |
| Столовое вино                                   | 148                                             | Стакан                                          | 12                                              | 17,76 мл                                        |                                                 |
| Пиво                                            | 355                                             | Кружка/маленькая бутылка                        | 5                                               | 17,75 мл                                        |                                                 |

| Мужчина Женщина                                                | Приблизительное содержание алкоголя в крови, %BAC Одна доза чистого алкоголя ("Дринк") — 15 мл, 0,1%BAC ~ 1‰ (промилле) | Приблизительное содержание алкоголя в крови, %BAC Одна доза чистого алкоголя ("Дринк") — 15 мл, 0,1%BAC ~ 1‰ (промилле) | Приблизительное содержание алкоголя в крови, %BAC Одна доза чистого алкоголя ("Дринк") — 15 мл, 0,1%BAC ~ 1‰ (промилле) | Приблизительное содержание алкоголя в крови, %BAC Одна доза чистого алкоголя ("Дринк") — 15 мл, 0,1%BAC ~ 1‰ (промилле) | Приблизительное содержание алкоголя в крови, %BAC Одна доза чистого алкоголя ("Дринк") — 15 мл, 0,1%BAC ~ 1‰ (промилле) | Приблизительное содержание алкоголя в крови, %BAC Одна доза чистого алкоголя ("Дринк") — 15 мл, 0,1%BAC ~ 1‰ (промилле) | Приблизительное содержание алкоголя в крови, %BAC Одна доза чистого алкоголя ("Дринк") — 15 мл, 0,1%BAC ~ 1‰ (промилле) | Приблизительное содержание алкоголя в крови, %BAC Одна доза чистого алкоголя ("Дринк") — 15 мл, 0,1%BAC ~ 1‰ (промилле) | Приблизительное содержание алкоголя в крови, %BAC Одна доза чистого алкоголя ("Дринк") — 15 мл, 0,1%BAC ~ 1‰ (промилле) |
| "Дринк"                                                        | Масса тела | Масса тела | Масса тела | Масса тела | Масса тела | Масса тела | Масса тела | Масса тела | Масса тела |
| "Дринк"                                                        | 40 кг | 45 кг | 55 кг | 64 кг | 73 кг | 82 кг | 91 кг | 100 кг | 109 кг |
| -------------------------------------------------------------- | --- | --- | --- | --- | --- | --- | --- | --- | --- |
| 1                                                              | - 0.05 | 0.04 0.05 | 0.03 0.04 | 0.03 | 0.02 0.03 | 0.02 0.03 | 0.02 | 0.02 | 0.02 |
| 2                                                              | - 0.10 | 0.08 0.09 | 0.06 0.08 | 0.05 0.07 | 0.05 0.06 | 0.04 0.05 | 0.04 0.05 | 0.03 0.04 | 0.03 0.04 |
| 3                                                              | - 0.15 | 0.11 0.14 | 0.09 0.11 | 0.08 0.10 | 0.07 0.09 | 0.06 0.08 | 0.06 0.07 | 0.05 0.06 | 0.05 0.06 |
| 4                                                              | - 0.20 | 0.15 0.18 | 0.12 0.15 | 0.11 0.13 | 0.09 0.11 | 0.08 0.10 | 0.08 0.09 | 0.07 0.08 | 0.06 0.08 |
| 5                                                              | - 0.25 | 0.19 0.23 | 0.16 0.19 | 0.13 0.16 | 0.12 0.14 | 0.11 0.13 | 0.09 0.11 | 0.09 0.10 | 0.08 0.09 |
| 6                                                              | - 0.30 | 0.23 0.27 | 0.19 0.23 | 0.16 0.19 | 0.14 0.17 | 0.13 0.15 | 0.11 0.14 | 0.10 0.12 | 0.09 0.11 |
| 7                                                              | - 0.35 | 0.26 0.32 | 0.22 0.27 | 0.19 0.23 | 0.16 0.20 | 0.15 0.18 | 0.13 0.16 | 0.12 0.14 | 0.11 0.13 |
| 8                                                              | - 0.40 | 0.30 0.36 | 0.25 0.30 | 0.21 0.26 | 0.19 0.23 | 0.17 0.20 | 0.15 0.18 | 0.14 0.17 | 0.13 0.15 |
| 9                                                              | - 0.45 | 0.34 0.41 | 0.28 0.34 | 0.24 0.29 | 0.21 0.26 | 0.19 0.23 | 0.17 0.20 | 0.15 0.19 | 0.14 0.17 |
| 10                                                             | - 0.51 | 0.38 0.45 | 0.31 0.38 | 0.27 0.32 | 0.23 0.28 | 0.21 0.25 | 0.19 0.23 | 0.17 0.21 | 0.16 0.19 |
| Каждые 40 минут после употребления алкоголя можно вычесть 0.01 | | | | | | | | | |

## История расчётов концентрации алкоголя в крови
Отсчёт научного подхода к расчётам ведётся от работ шведского исследователя Эрика Матео Прохета Видмарка, который в 20-х годах двадцатого столетия провёл серию исследований на эту тему в Германии и опубликовал свои «Теоретические основы и практическое использование судебно-медицинского определения алкоголя» (Widmark EMP (1932) Die theoretischen Grundlagen und die praktische Verwendbarkeit der gerichtlich-medizinischen Alkoholbestimmung. Urban & Schwarzenberg, Berlin Wien). Именно там и была опубликована используемая до сих пор «формула Видмарка» и описан, впоследствии получивший его имя, метод определения концентрации алкоголя.

### Формула Видмарка
Шведский химик Эрик Видмарк разработал следующую формулу для определения максимальных теоретически возможных концентраций этанола в крови:
{\displaystyle c={\frac {A}{m\cdot r}}} (1), где
- c — концентрация алкоголя в крови в ‰,
- A — масса выпитого напитка (в пересчете на чистый этанол) в граммах,
- m — масса тела в килограммах,
- r — коэффициент распределения Видмарка (0,70 — для мужчин, 0,60 — для женщин).

Для получения реальной концентрации этанола в крови из рассчитанной по формуле (1) нужно вычесть от массы выпитого алкоголя А от 10 % до 30 % т. н. дефицита резорбции, так как часть алкоголя не доходит до периферической крови.
Для вычисления количества выпитого алкоголя применяется следующая формула:
{\displaystyle A=c\cdot m\cdot \ r} (2)
Формула не учитывает, когда был выпит алкоголь. О выведении алкоголя из организма см. в следующих разделах.

## Фармакокинетикаэтанола
- Фаза всасывания или резорбции: Алкоголь попадает в организм обычно в момент употребления алкогольсодержащих напитков и всасывается через слизистые оболочки желудочно-кишечного тракта. Всасывание начинается в ротовой полости, пищеводе и желудке. Но из-за непродолжительного контакта слизистых ротовой полости и пищевода с алкоголем доля резорбированного алкоголя крайне мала. В желудке всасывается около 20 % от общего объёма выпитого алкоголя. Практически весь остальной алкоголь всасывается в тонком кишечнике. При пустом желудке резорбция заканчивается примерно через 30-60 минут. После всасывания в кровяное русло, незначительная часть алкоголя, в неизменённом виде начинает выделяться через лёгкие, часть вновь выделяется в желудок.

Дефицит резорбции: Часть алкоголя, по неизвестным на сегодняшний день причинам, теряется и не доходит до периферического кровяного русла. При пустом желудке теряются примерно 10 %, а при полном 30 % выпитого алкоголя. Дефицит резорбции зависит также и от концентрации алкоголя в напитке.
- Фаза диффузии или распределения алкоголя по средам организма: В начале концентрация алкоголя в артериальной крови выше чем в венозной, затем идёт выравнивание концентраций. Органы с более высоким содержанием воды достигают более высоких концентраций, чем органы с низким содержанием. Особо быстро сравниваются концентрации в органе и в кровяном русле в головном мозге и в почках.

- Фаза выведения или элиминации: Снижение концентрации алкоголя в крови со временем идёт, преимущественно за счёт химической реакции с превращением этанола при помощи печёночного фермента алкогольдегидрогеназы в ядовитый ацетальдегид и далее ацетальдегиддегидрогеназой в более безопасную уксусную кислоту. Небольшая часть этанола обрабатывается также мозговым ферментом каталазой. Этим путём утилизируется 90-95 % всего резорбированного алкоголя.

### Почасовая элиминация
Снижение концентрации этанола в крови Э. Видмарк предложил обозначать β, снижение концентрации в час, соответственно β(60). Многочисленные независимые друг от друга исследования во многих странах показали, что средний физиологический показатель выведения этанола за час соответствует 0,15 ‰. Это так называемая средняя скорость выведения этанола из организма. Она не зависит ни от пола, ни от массы тела и, даже(!), не изменяется в случаях далеко зашедших стадий заболеваний печени. На практике можно использовать знание данного параметра для расчёта достижения состояния «трезвости». Например для элиминации 1,5 ‰ алкоголя из крови требуется 10 часов. Выпивший алкоголь с максимальной концентрацией в 3 ‰ (в крови) будет трезв примерно через 20 часов.

### Расчёты для судебного заседания
Достаточно сложны, в обязательном порядке должны проводиться специалистами. Таковыми, как правило, являются судебно-медицинские эксперты (СМЭ). Однако, не каждый СМЭ в состоянии провести необходимые расчёты, так как не располагает достаточным опытом. Связано это с тем, что специальный раздел судебной медицины, так называемая «Алкогология» или наука о изменении концентраций этанола в крови, на территории бывшего СССР из-за особой правовой базы советской системы и ненужности таких расчётов не развивалась.
Данная наука нашла своё наибольшее развитие в странах Западной Европы. Это связано с особой правовой базой многих европейских государств, где разрешено управление автомобилем при низких концентрациях алкоголя в крови. Это приводит к большим количествам судебных заседаний, в которых приходится рассчитывать концентрации алкоголя у обвиняемого на момент начала движения в транспортном потоке, на момент совершения дорожно-транспортного происшествия. Кроме того суды обязаны руководствоваться в своих решениях не концентрацией алкоголя в крови на момент совершения правонарушения или преступления, а «Степенью алкогольного опьянения», которая зависит не только от концентрации алкоголя в крови, а и от индивидуальных особенностей организма. Особое влияние на клинические проявления алкогольной интоксикации имеют такие факторы, как привычка к употреблению алкоголя, возраст, наличие заболеваний, усталость, медикаменты, наркотические вещества и прочее.
Это приводит к тому, что при равных концентрациях этанола в крови у различных людей степень опьянения может не совпадать! При расчётах по модели Э. Видмарка используются разные показатели средней скорости выведения этанола. Всегда расчёты ведутся по «выгодной» для обвиняемого модели. Иногда для обвиняемого «выгоднее» иметь более низкую концентрацию этанола, как правило при правонарушениях на транспорте, где расчёты ведутся со скоростью элиминации в 0,1 ‰ в час, что соответствует 99 % доверительному интервалу. В других случаях, когда для потерпевшего важно достигнуть теоретического уровня «невменяемости» на момент совершения преступления, как правило в уголовном праве, расчёты ведутся со скоростью в 0,2 ‰ в час.
Для расчётов используются различные специальные компьютерные программы. Для ориентировочных расчётов можно использовать программу для судебно-медицинских экспертов или их так называемый алкогольный счётчик Архивная копия от 8 января 2010 на Wayback Machine.

## Определение концентрации алкоголя в крови трупа

### Определение концентрации алкоголя в крови трупа в РФ
Проводится стандартно всеми Бюро судебно-медицинской экспертизы в процессе вскрытия трупа с забором крови на анализ в соответствующих отделениях токсикологии. Обнаруженная концентрация этанола в крови оценивается экспертом по простой схеме. Каждому интервалу концентраций соответствует своя степень алкогольной интоксикации. В соответствии с Методическими указаниями Минздрава и с критериями, предложенными В. И. Прозоровским, И. С. Карандаевым и А. Ф. Рубцовым (1967), для практической экспертной работы рекомендована следующая ориентировочная схема для определения степени выраженности алкогольной интоксикации:
- отсутствие влияния алкоголя — до 0,5 ‰
- лёгкая степень опьянения — 0,6—1,5 ‰
- средняя степень опьянения — 1,5—2,0 ‰
- сильная степень опьянения — 2,0—3,0 ‰
- тяжёлое отравление — 3,0—5,0 ‰
- смертельное отравление — более 5,0 ‰

Обычно с концентраций алкоголя в крови в 3 ‰ может наступить смерть. Особое значение имеет место забора крови на исследование. Забираться на исследование должна периферическая венозная кровь, например из бедренной или плечевой вены. Кровь из сердца забирать на исследование нельзя. Это связано с опасностью проникновения алкоголя из желудка уже после наступления смерти в результате диффузии в сердце. Концентрация алкоголя в крови трупа изменяется незначительно и при правильном хранении в морге (температура около +5 градусов Цельсия) сохраняется на одном уровне много дней. При развитии гнилостных явлений на трупе, в результате жизнедеятельности микроорганизмов в крови трупа может появиться алкоголь до значений в районе 1,5 ‰.

## Освидетельствования лица, которое управляет транспортным средством в состоянии алкогольного опьянения
Освидетельствованию на состояние алкогольного опьянения подлежит водитель транспортного средства, в отношении которого имеются достаточные основания полагать, что он находится в состоянии опьянения.
Достаточными основаниями полагать, что водитель транспортного средства находится в состоянии опьянения, является наличие одного или нескольких следующих признаков:
1. запах алкоголя изо рта;
2. неустойчивость позы;
3. выраженное дрожание пальцев рук;
4. нарушение речи;
5. резкое изменение окраски кожных покровов лица;
6. поведение, не соответствующее обстановке.

Федеральный закон «О внесении изменения в статью 19 Федерального закона „О безопасности дорожного движения“ и признании утратившими силу отдельных положений законодательных актов РФ», подписанный президентом РФ Дмитрием Медведевым изменил порядок освидетельствования на состояние алкогольного опьянения. Теперь состояние опьянения врачи будут определять только по выдоху или анализу крови. Клинические признаки — нарушение речи, неустойчивость позы, выраженное дрожание пальцев рук, резкое изменение окраски кожных покровов лица, учитываться не будут.
В изменениях от 1 сентября 2013 года состояние опьянения определяется c величины 0,16 миллиграмма спирта на литр выдыхаемого воздуха (0,3 ‰ в крови) с учётом погрешности измерения алкотестером.